# Роберт Кай Гревілл

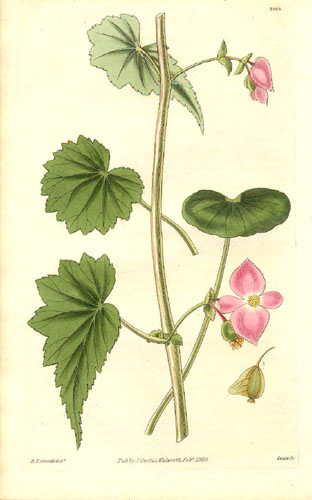
Begonia gracilis. Рисунок Р. К. Гревілла. Curtis's Botanical Magazine, том 57, 1830

Роберт Кай Гревілл (англ. Robert Kaye Greville; 13 грудня 1794 — 4 червня 1866) — англійський (шотландський) ботанік, відомий як бріолог та міколог, автор ботанічних ілюстрацій. Був активним політичним і громадським діячем, прихильником аболіціонізму.

## Біографія
Гревилл народився у Бішоп Окленді, але незабаром родина переїхала у Дербішир, через те що його батько очолив прихід невеликого села Едластон і сусіднього з нею сільця Вайстон. Ще в дитинстві Роберт вивчав і замальовував рослини, але коли подорослішав, почав вивчати медицину. Чотири роки він навчався у Лондоні та Единбурзі. Однак потреби в грошах він не мав, і це дозволило йому залишити медичну кар'єру і присвятити себе ботаніці.
У 1816 році він одружується і переїжджає до Единбурга. У 1823 році він починає ілюструвати і видавати журнал  Scottish cryptogamic flora, а також публікує й інші статті в цій області.
У 1824 році Гревілл удостоєний ступеня доктора в Університеті Глазго, де він прочитав курс лекцій з натуральної історії та зібрав значні колекції, згодом придбані Единбурзьким університетом.
У 1836 Роберт Кай Гревілл стає президентом Ботанічного товариства Единбурга. Другий раз він був обраний президентом цього товариства у 1866 році. Він також був почесним секретарем Біологічного товариства, членом Королівського товариства Единбурга, почесним членом Королівської Ірландської Академії, членом товариств природної історії у Брюсселі, Парижі, Лейпцигу та Філадельфії.
Ботанік Аллан Каннінгем у 1828 році назвав на честь Гревілла гірську вершину у Квінсленді. Ця гора зараз входить у Національний парк «Піки Муджіра» (англ. Moogerah Peaks National Park).
Гревілл був відомий також як громадський діяч — він активно виступав проти рабства і за скасування смертної кари, був одним з чотирьох віце-президентів на всесвітньому з'їзді за скасування рабства, який відбувся у Лондоні 12 червня 1840 року.
В останні роки життя Гревілл захопився пейзажним живописом та навіть виставляв свої роботи.
Роберт Кай Гревілл помер у своєму будинку в Мурейфілді 4 червня 1866 року. Він до самої смерті продовжував зберігати інтерес до дослідницької роботи та підготував до публікації декілька нових статей протягом останніх років життя.

## Наукові праці
- Flora Edinensis (1824)
- Tentamen methodi Muscorum (1822–1826)
- Icones filicum или Figures and Descriptions of Ferns (1830) (з В. Гукером)[4]
- Scottish cryptogamic flora (1822–1828)
- Algae britannicae (1830)
- Facts illustrative of the drunkenness of Scotland with observations on the responsibility of the clergy, magistrates, and other influential bodies (1834)
- Slavery and the slave trade in the United States of America; and the extent to which the American churches are involved in their support (1845)